# Marek Toman
Marek Toman (geboren am 24. Juni 1967 in Prag) ist ein tschechischer Diplomat und Romancier, Dichter sowie Übersetzer.
Er studierte Philosophie an der Karls-Universität, arbeitete von 1992 bis 1997 beim Tschechischen Radio und seit 1997 ist er als Angestellter des Außenministeriums der Tschechischen Republik, unter anderem im diplomatischen Dienst in Estland und Ungarn tätig. In seiner Literatur widmet er sich leidenschaftlich der jüdischen Kultur – der Kultur seines Vaters, den er früh im Leben verlor.
Nach einigen Lyrikveröffentlichungen widmete er sich dem Genre der Kinderbücher. Zuletzt schrieb er Romane für Erwachsene mit historischem Hintergrund, der sich immer in der Gegenwart widerspiegelt. Die Geschichten sind oft aus ungewöhnlichen Perspektiven erzählt, beispielsweise aus der Sicht des Palais Czernín in Prag, das Sitz des Außenministeriums ist. Das gemeinsame Thema seiner Bücher sind die Beziehungen zwischen den Generationen.

## Werke
- Já [Ich], Gedichtband, Mladá fronta, Prag 1987.
- Jedna kabina pro dva osudy [Eine Kabine für zwei Schicksale], Gedichtband, H+H, Prag 1999.
- Citoskelety [Gefühlsskelette], Gedichtband, Host 2001.
- O Ryzce a Vraníkovi [Über Ryzka und Vraník], Kinderbuch, 2003.
- Dobytí ostrova Saaremaa [Die Eroberung der Insel Saaremaa], Kinderbuch, 2007, auch auf Estnisch und Finnisch übersetzt.
- Můj Golem, Illustrationen: Hana Puchová, Argo, Prag 2009, dt. Der Prager Golem, Bahoe Books, Wien/Vídeň 2019, aus dem Tschechischen von Julia Miesenböck.
- Veliká novina o hrozném mordu Šimona Abelese, Roman, Argo, Prag 2015,  dt. Die große Neuigkeit vom schrecklichen Mord an Šimon Abeles, Wieser-Verlag, Klagenfurt/Celovec 2019, aus dem Tschechischen von Raija Hauck.
- Chvála oportunismu, Torst, Prag 2016, dt. Lob des Opportunismus, Wieser-Verlag, Klagenfurt/Celovec 2019, aus dem Tschechischen von Raija Hauck.
- Neptunova jeskyně [Die Höhle des Neptun], Plus, Prag 2018
- Oko žraloka [Das Auge des Hais], Novela Bohemica, Prag 2018
- Cukrárna u Šilhavého Jima [Das Café vom schielenden Jim], Kinderbuch, Nakladatelství Baobab, Prag 2019
- Nutrie [Die Biberratte],  Kniha Zlín, Zlín 2019
- Neskutečná dobrodružství Florentina Flowerse [Die unglaublichen Abenteuer der Florentina Flowerse], Kinderbuch, Nakladatelství Baobab, Prag 2019